# Cagiva Mito
Die Cagiva Mito (mito: ital. „Mythos“) ist ein von dem italienischen Hersteller Cagiva produziertes Motorrad mit 125 cm³ Hubraum und einer Leistung von 22 kW (30 PS).

## Technik
Die Cagiva Mito findet wegen des sportlichen Aussehens besonders bei Jugendlichen Anerkennung.
Die Modelle ab 2001 (N3) wurden in Europa nur noch mit einer maximalen Leistung von 11 kW als Leichtkrafträder homologiert. Ein Gutachten des Herstellers zur legalen Leistungssteigerung – wie bei den früheren Modellen (8P) – gibt es nicht.
Um ein ab 2001 gebautes Modell mit mehr als 11 kW in Deutschland zugelassen zu bekommen, ist ein separates Gutachten über diese Leistungssteigerung erforderlich. Dieses Gutachten ist für jedes einzelne Motorrad zu erbringen, wobei die Zulassung dann im Ermessen des TÜV-Gutachters liegt. Bei einer solchen nicht vorgesehenen Leistungssteigerung wird das komplette Motorrad darauf geprüft, ob insbesondere das Fahrwerk, der Rahmen und die Bremsanlage für die hohen Belastungen und Geschwindigkeiten ausgelegt sind. Da sich an der Bauart der relevanten Teile der Mito seit dem Evo-Modell nie etwas verändert hat, dürften diese Prüfungen zugunsten der Eintragung ausfallen.
Angetrieben wird die Mito von einem Einzylinder-2-Takt-Motor mit 124,63 cm³ Hubraum und Getrenntschmierung. Modellabhängig wurden Vergaser mit einem Durchmesser von 28 mm (Dell’Orto PHBH 28 BD, Dell’Orto PHBH 28 RD bzw. Dell’Orto PHBH 28 ND bei der Schweizer Variante) und 35 mm (Mikuni TM 35) eingebaut. Grundsätzlich hat sich an der Motortechnik seit dem Entwurf der Mito 1 nichts geändert.
Die Mito wird seit 1990 produziert; zuerst als Mito I und Mito II bekannt, änderte sich 1994 das Design, und der Name wurde zu Mito Evolution. Das Design der Mito Evo stammt wie die Ducati 916 von Massimo Tamburini, was aus der damaligen Zusammenarbeit der Entwicklungsabteilungen zwischen Cagiva und Ducati resultiert.

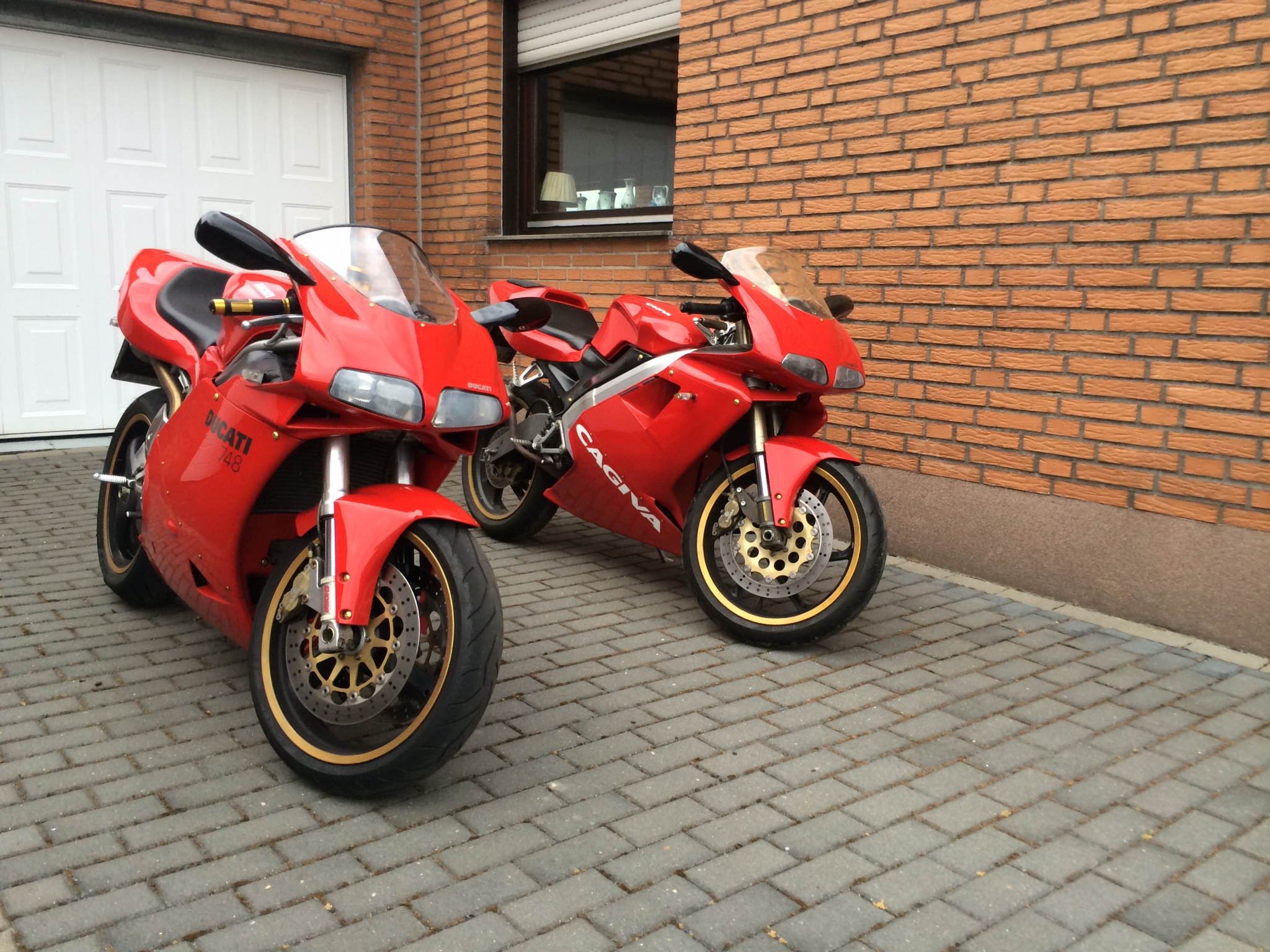
Direkter Vergleich einer Cagiva Mito Evo und einer Ducati 748

## Versionen
Von 1990 bis 1999 wurde die Mito ausschließlich als 7-Gang-Version mit Dreispeichenrädern gebaut. Eine Ausnahme bildeten die Sondermodelle Eddie Lawson und Lucky Explorer mit Sonderlackierung; die Erstgenannte unterschied sich auch technisch im Detail von der normalen Version. Seit 1999 wird die Cagiva Mito nur noch mit 6-Gang-Getriebe, 6-Speichen-Rädern, Aluminium-Endschalldämpfer (vorher Kevlar, welches sich gerne verfärbte) und mit verringerter Verdichtung, sowie einem 2-Ring-Kolben (vorher 1-Ring) produziert. Die älteren Modelle mit 1-Ring-Kolben haben einen 200H Zylinderkopf, die neueren einen 200C Zylinderkopf. Eine Ausnahme bildet das Schweizer Modell, bei dem die Leistung mit noch geringerer Verdichtung und zwei Überstromkanälen weniger weiter reduziert wurde.
Cagiva präsentierte der Öffentlichkeit im Jahre 2005 die vorerst modernste Version der Mito, die Mito 525 SP. Dieses Modell basiert zwar im Gesamtkonzept auf der Straßenversion, ist aber  als Rennfahrzeug technisch modifiziert. Dies betrifft z. B. die aerodynamische Rennverkleidung mit frontalen Lufteinlässen, Carbon-Teile, leichte Schmiederäder und den Wegfall sämtlicher für den Straßenverkehr benötigten Komponenten wie Scheinwerfer, Blinker usw.

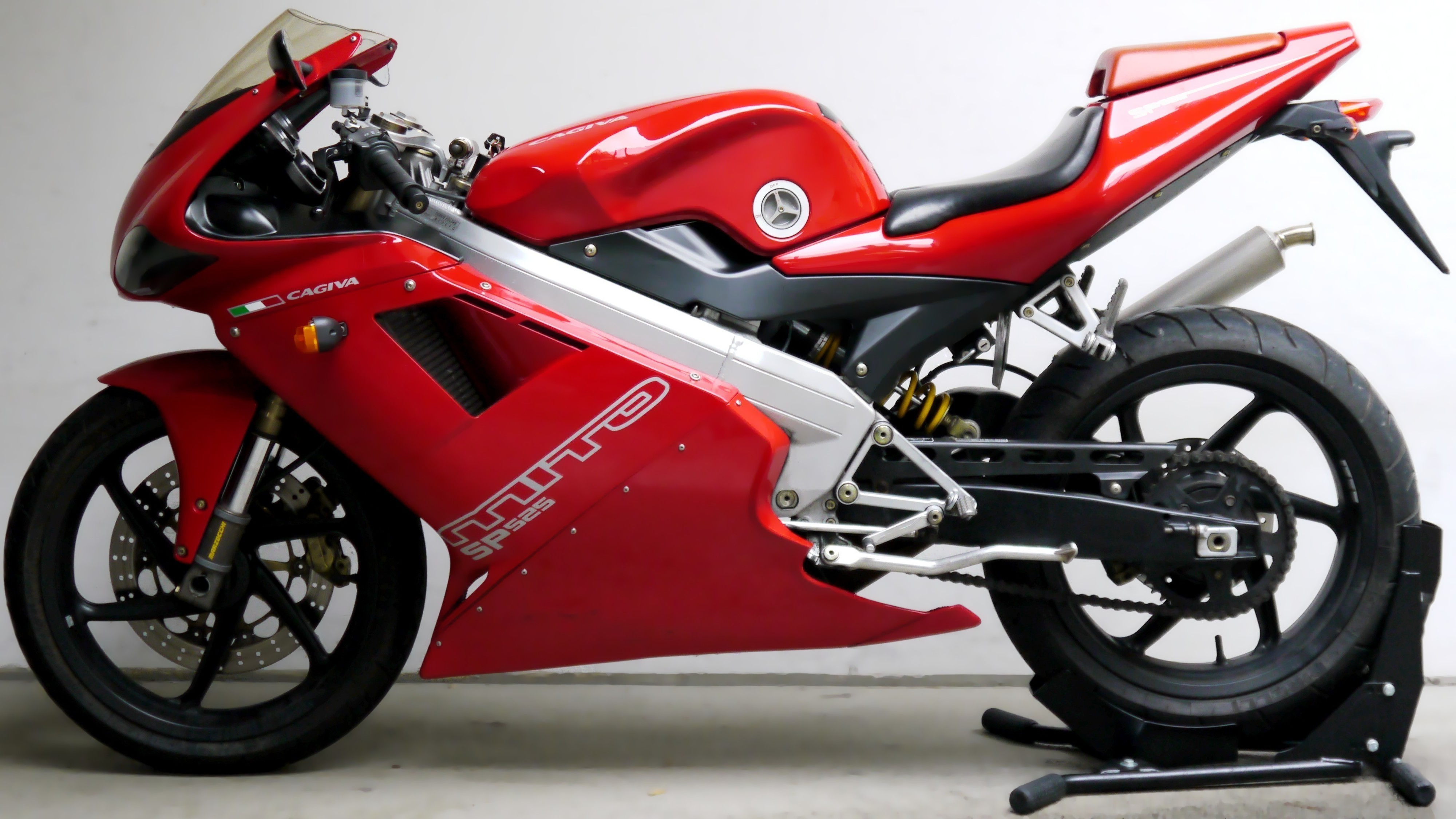
Cagiva Mito SP525

Das 2008er Straßenmodell der Cagiva heißt auch 525 SP und baut im Design auf dieser auf. Das eigentlich Besondere ist aber die Veränderung am Motor. Cagiva hat den seit Anfang der 1990er Jahre mit 22 kW gebauten Motor auf Euro-3-Norm gebracht. Hierzu musste die Gemischaufbereitung verändert werden. Das neue System nennt sich ECU (Elektronisches Vergaser System). Es hat diverse Sensoren und Stellmotoren, um in jedem Betriebszustand eine optimale Gemischbildung zu erreichen, und verringert so den Schadstoffausstoß. Nebenbei wird die Ölpumpe ebenfalls elektronisch geregelt.
Die Produktion der Cagiva Mito wurde 2011 eingestellt. Die Marke Cagiva existiert heute nur noch pro forma; die Markenrechte an Cagiva hält MV-Agusta.